# Пистаки Хајландс (Илиноис)
Пистаки Хајландс (енгл. Pistakee Highlands) насељено је место без административног статуса у америчкој савезној држави Илиноис.

## Демографија
По попису из 2010. године број становника је 3.454, што је 358 (-9,4%) становника мање него 2000. године.
| Група             | 2000.         | 2010.         |
| Белци             | 3.632 (95,3%) | 3.247 (94,0%) |
| Афроамериканци    | 5 (0,1%)      | 25 (0,7%)     |
| Азијати           | 5 (0,1%)      | 8 (0,2%)      |
| Хиспаноамериканци | 126 (3,3%)    | 158 (4,6%)    |
| Укупно            | 3.812         | 3.454         |